# EROS (Satellit)
Die Satelliten der Serie EROS (Earth Resources Observation Systems) sind kommerzielle Erdbeobachtungssatelliten, basierend auf dem Satellitenbus der israelischen Satellitenserie Ofeq und werden von Israel Aircraft Industries (IAI) hergestellt. Diese Satelliten-Serie wird von der israelisch-US-amerikanischen Firma ImageSat International betrieben.

## EROS-A

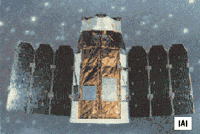
EROS-A (identisch mit Ofeq-3)

EROS-A bildet die erste Generation der Erdbeobachtungssatelliten der EROS-Serie. EROS-A ist weitgehend baugleich mit dem israelischen militärischen Aufklärungssatelliten Ofeq-3.
- Einsatzzweck: Erdbeobachtung, 180 cm Auflösung, 0,5 bis 0,9 Mikrometer
- Hersteller: IAI
- Konfiguration: Ofeq-3 Bus
- Lebensdauer: 6 Jahre
- Masse: 250 kg
- Orbit: 480 km SSO
- Start:
  - EROS-A (als Ofeq 4), am 23. Januar 1998 mit einer israelischen Rakete Shavit-1 (Start fehlgeschlagen)
  - EROS-A1, am 5. Dezember 2000 mit einer russischen Rakete Start-1 (Ersatz für EROS A) von Swobodny. Der Wiedereintritt erfolgte am 7. Juli 2016.[1]

Ursprünglich waren zwei Satelliten geplant, EROS-A2 wurde jedoch gestrichen.

## EROS-B
EROS-B ist eine verbesserte Version des Satelliten EROS-A. Ursprünglich war eine Konstellation von vier Satelliten geplant, jedoch wurde am 25. April 2006 nur ein einziger Satellit mit einer russischen Start-1 gestartet. Stattdessen sollte der Satellit EROS-B ab 2009 durch den Satelliten EROS-C ergänzt werden, welcher durch das Nachfolgeprogramm EROS-C3 ersetzt wurde.
- Einsatzzweck: Erdbeobachtung, 82 cm Auflösung panchromatisch, und 3,28 m multispektral, 0,5 bis 0,9 Mikrometer
- Hersteller: IAI
- Konfiguration: Bus Ofeq-3
- Lebensdauer: 10 Jahre
- Masse: 350 kg
- Orbit: 500 km SSO
- Start:
  - EROS-B, am 25. April 2006 mit einer russischen Rakete Start-1 von Swobodny

## EROS-C3
- Einsatzzweck: Erdbeobachtung, 30 cm Auflösung panchromatisch, 60 cm multispektral
- Hersteller: IAI
- Satellitenbus: OPTSAT-3000 (IMPS-2)
- Lebensdauer: 10 Jahre
- Masse: 400 kg[2]
- Orbit: 500 km SSO (retrograd)
- Start:
  - EROS-C3 1, am 30. Dezember 2022 mit einer Falcon 9 Block 5 von der Vandenberg Space Force Base
  - EROS-C3 2, geplanter Start im Jahr 2026[3]